# Громада Українських Емігрантів у Букарешті
Громада Українських Емігрантів у Букарешті – громадська організація, яка обʼєднувала українців-емігрантів у Бухаресті. 

## Створення
Створена 29 квітня 1928 р.

## Діяльність
Членами організації могли бути прихильники різних політичних партій та організацій, які сповідували ідею незалежної Української держави.
Головною метою організації була культурно-освітня робота, а саме – заснування власної бібліотеки, публічні лекції з українознавства, відзначення національних (Шевченківські свята, вшанування пам’яті С. Петлюри) і державних (Свято Незалежності України, День Соборності України, проголошення IV Універсалу УЦР та ін.), світських (Новий Рік, дитяча ялинка) і релігійних свят, а також матеріальна допомога своїм членам.
Вступний внесок для членів організації становив 100 леїв, щомісячний членський внесок – 50 леїв. Для жінок вони були вдвічі менші. Через досить великий розмір внесків кількість членів не перевищувала кількох десятків осіб.

## Управа
Керівним органом Громади була управа. 
Члени: Панас Семенко, Кузьма Антошко та Михайло Гетьман, М. Сидоренко та Дем’ян Юзик.
З 1932 р.: Олекса Деркач, Пантелеймон Яковенко й Іван Пишенко.
1935 р. – Олександр Долинюк (голова), Валентин Маковкин (секретар) та Іван Пишенко (скарбник), Пантелеймон Яковенко (запасний член, бібліотекар), Гнат Порохівський, О. Деркач, Григорій Тимочко (члени ревізійної комісії), Д. Геродот (запасний член ревізійної комісії).
1936 р.: М. Гетьман, Микола Довгий, Софрон Іваненко, Григорій Тимочко, ревізійної комісії – Степан Богданович, Олекса Деркач та Дмитро Ліницький.
1939р.: Юрій Русов, О. Черницький і Яковенко, Кузьма Антошко та Микола Пилипенко.

## Притулок
З метою запобігти зубожінню своїх членів, незаможних і хворих українських емігрантів Громада вирішила придбати земельну ділянку і звести на ній власний будинок і притулок. Весною 1938 р. у передмісті «Букурешт-Ної» Громада придбала ділянку землі площею 360 кв. м. вартістю 45 тис. леїв.

## Політизація діяльності
Незважаючи на проголошення аполітичності, Громада поступово опинилася під впливом прихильників ДЦ УНР, проте після державного перевороту Кароля ІІ 1938 р. та встановлення в Румунії диктатури серед української еміграції посилився вплив українських монархістів.
Наприкінці 1939 – на початку 1940 р. прихильники гетьмана П. Скоропадського очолили Громаду.
За цей період загальна кількість членів Громади збільшилася з 30 до 70-80 осіб.